# Romain Baron
Pour les articles homonymes, voir Baron.
Romain Baron, né à Marcy (Nièvre) en 1898 et mort à Nevers en 1985, est un écrivain, professeur de lettres et historien français.

## Biographie

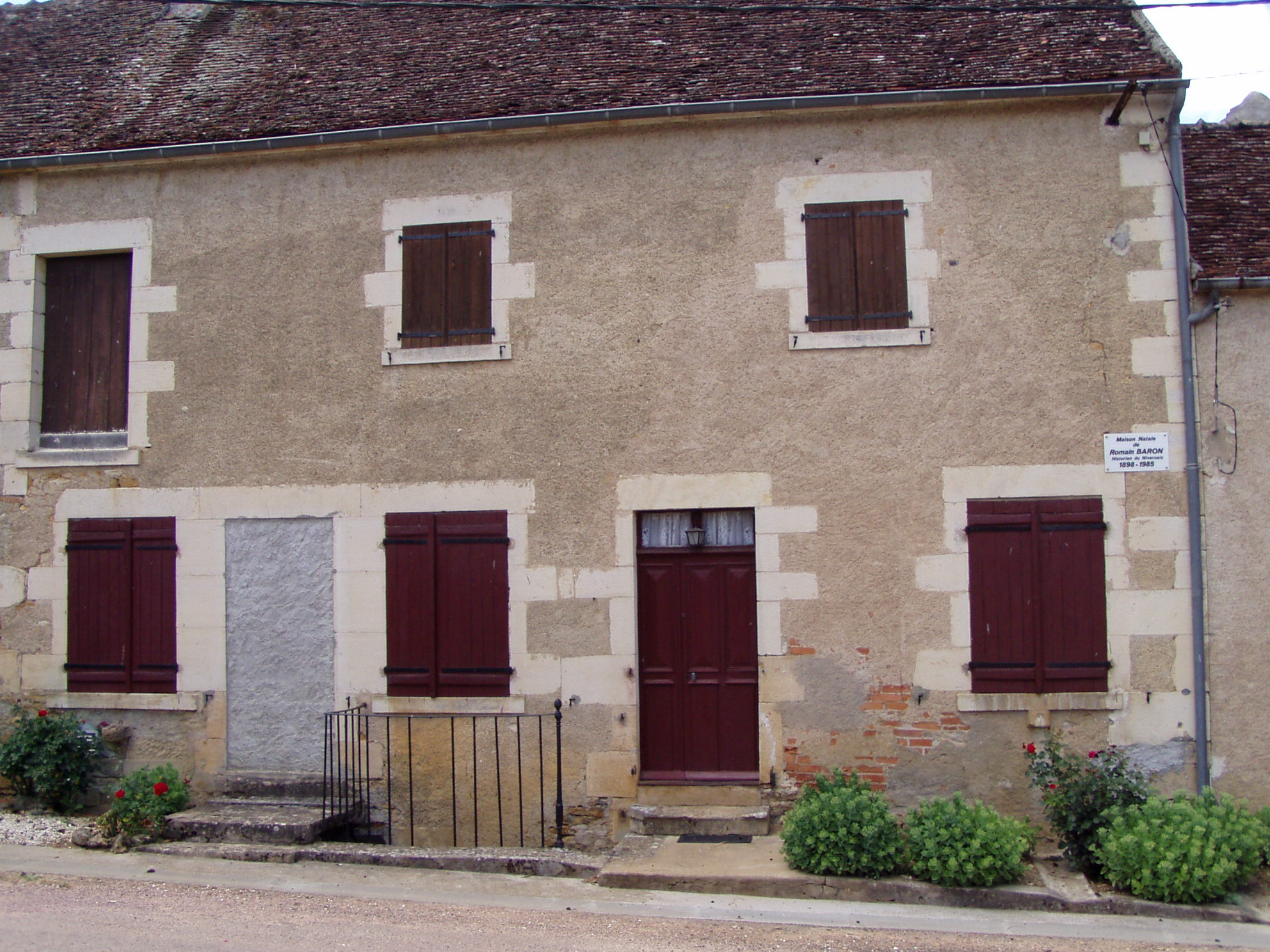
Maison natale de Romain Baron à Marcy (Nièvre).

Né à Marcy (Nièvre) en 1898, Romain Baron est issu d’une famille rurale modeste. Boursier, il est interne au lycée de Nevers entre 1909 et 1917. Excellent élève, il est régulièrement récompensé lors de la distribution des prix. En 1916, à la fin de son année de philosophie, il reçoit la médaille de Coubertin, attribuée aux élèves ayant su se distinguer sur les plans scolaire, moral et sportif (le rugby occupe une place importante au lycée de Nevers).

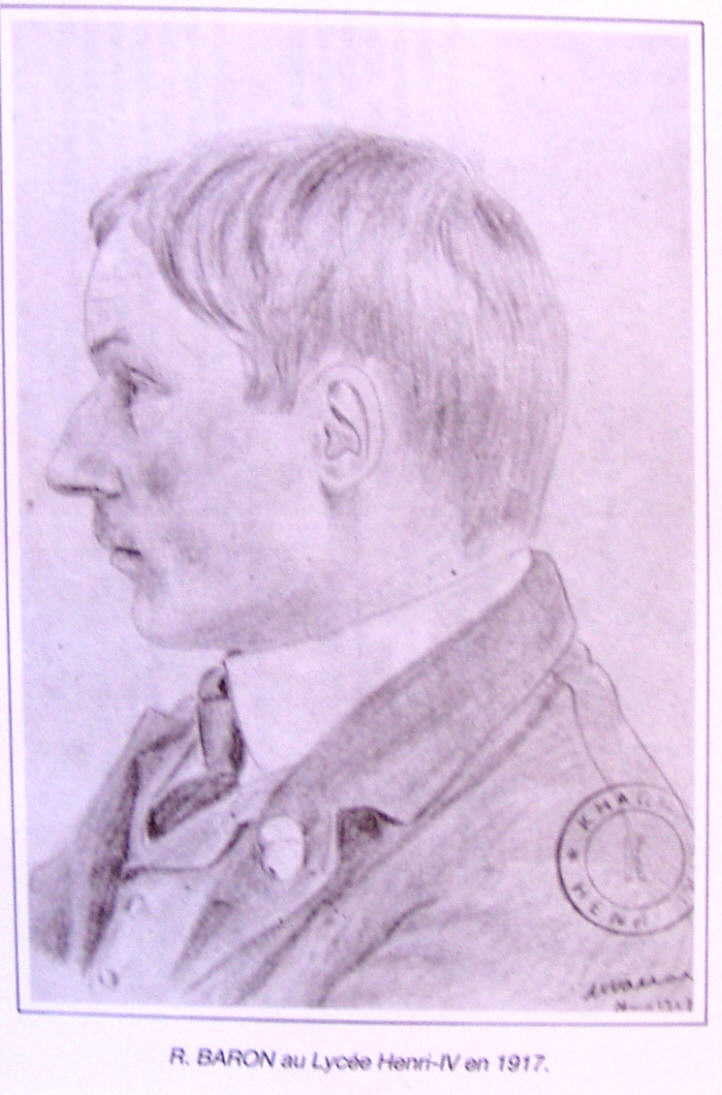
Romain Baron au lycée Henri-IV, Paris, en 1917.

Le bac en poche, il quitte Nevers pour Paris et la khâgne du prestigieux lycée Henri IV. Mais la guerre interrompt ses études. Mobilisé, il gagne le front, où il est gazé en juillet 1918. Il termine la guerre à l’hôpital. 
Démobilisé au printemps 1919, il reprend ses études. Agrégé de grammaire (1922), il devient professeur de lettres, d’abord en Alsace - où il se marie -, puis au Maghreb - où il va exercer plus de vingt ans dans divers établissements (lycée Carnot de Tunis, lycée de Rabat et collège musulman de Fez). Il y découvre l’archéologie mais s’intéresse également aux conditions de vie des habitants les plus humbles, leur consacrant quelques articles. Le hasard fait qu’un de ses élèves, à Rabat, en 1938, est Mehdi Ben Barka. En 1945, il rentre en France pour occuper un poste au lycée Charlemagne à Paris. En 1958 vient l’heure de la retraite. Il habite alors à deux pas de la Bibliothèque nationale, qu’il fréquente assidûment, avant de quitter Paris, au bout de dix ans, pour retourner à Nevers où il finira sa vie.
C’est en 1950 qu’il livre sa première publication d’histoire locale nivernaise. De 1950 à 1987, près d’une soixantaine d’études signées de son nom - dont une Histoire de Marcy -, seront publiées, pour la plupart dans les bulletins de la Société scientifique et artistique de Clamecy et dans les Mémoires de la Société académique du Nivernais.
Décédé en septembre 1985, Romain Baron est enterré au cimetière de Corvol-d'Embernard au côté de son épouse disparue deux ans avant lui.

## Hommages
En 1989, la ville de Varzy et une délégation de la ville de Nevers lui rendent hommage en donnant son nom à une rue dans chacune des deux villes et en apposant une plaque commémorative sur sa maison natale à Rémilly (hameau de la commune de Marcy) dans la Nièvre.
Le cimetière de Corvol-d'Embernard porte également son nom.

## Publications
Bibliographie complète :

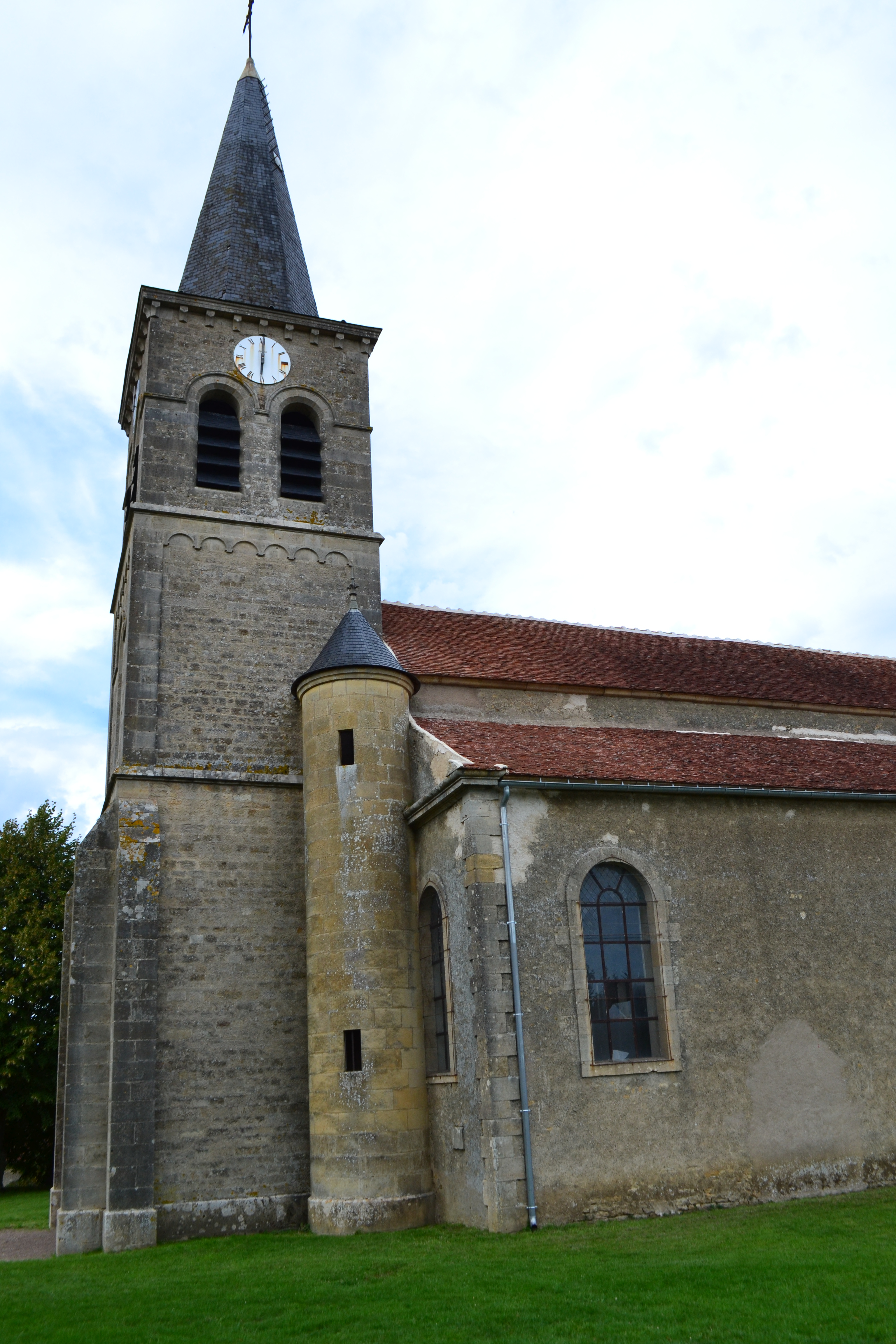
Église de Corvol-d'Embernard (Nièvre)

- 1950 : Le prieuré de Sainte-Geneviève de Marcy, Bulletin de la Société scientifique et artistique de Clamecy, 74e année, 3e série, n° 26, 1950, p. 75-87
- 1952 : Histoire de Marcy avant la Révolution, Bulletin de la Société scientifique et artistique de Clamecy, 76e année, 3e série, n° 27, 1952, p. 65-102
- 1953 : Histoire de Marcy avant la Révolution, Bulletin de la Société scientifique et artistique de Clamecy, 77e année, 3e série, n° 28, 1953, p. 27-57
- 1954 : Histoire de Marcy avant la Révolution, Bulletin de la Société scientifique et artistique de Clamecy, 78e année, 3e série, n° 29, 1954, p. 37-72
- 1954 : Une victime de la Terreur, Jean-Baptiste de Lardemelle, seigneur de Corvol-d'Embernard, Bulletin de la Société scientifique et artistique de Clamecy, 78e année, 3e série, n° 29, 1954, p. 79-85
- 1955 : Une fondation nivernaise à Paris, le collège de Hubant, Nivernais-Morvan, nouv. sér., n° 101, 1955, p. 2
- 1955 : Une fondation nivernaise à Paris, le collège de Hubant. Le collège de Hubant de sa fondation jusqu'en 1574, Nivernais-Morvan, nouv. sér., n° 103, 1955, p. 3
- 1955 : Toponymie de la commune de Marcy, Nièvre, Bulletin de la Société scientifique et artistique de Clamecy, 79e année, 3e série, n° 30, 1955, p. 52-94
- 1956 : Une fondation nivernaise à Paris, le collège de Hubant de 1575 à 1720, Nivernais-Morvan, nouv. sér., n° 112, 1956, p. 5
- 1956 : Un village nivernais récemment disparu. Trécy, Nivernais-Morvan, nouv. sér., n° 113, 1956, p. 1
- 1957 : Le collège de Hubant de 1721 à 1763, la débâcle financière et la mise sous séquestre, Nivernais-Morvan, nouv. sér., n° 117, 1957, p. 1-2
- 1957 : Le collège de Hubant de 1763 à sa disparition, Nivernais-Morvan, nouv. sér., n° 122, 1957, p. 1-2
- 1957 : Une famille nivernaise de marchands de bois, les Tournoüer, Bulletin de la Société scientifique et artistique de Clamecy, 81e année, 3e série, n° 32, 1957, p. 67-84
- 1957 : L'origine du nom "la Bordafaux", Bulletin de la Société scientifique et artistique de Clamecy, 81e année, 3e série, n° 32, 1957, p. 56-58
- 1958 : Un livre américain sur le collège de Hubant, Nivernais-Morvan, nouv. sér., n° 133, 1958, p. 1
- 1958 : La métallurgie dans la région de La Chapelle-Saint-André à la fin du XVIIe siècle, Bulletin de la Société scientifique et artistique de Clamecy, 82e année, 3e série, n° 33, 1958, p. 38-51
- 1958 : Y eut-il autrefois un village juif en Nivernais? Notes sur Vaujuifs, Bulletin de la Société scientifique et artistique de Clamecy, 82e année, 3e série, n° 33, 1958, p. 72-76
- 1959 : La construction de la "Vieille route" de Varzy à Clamecy, Bulletin de la Société scientifique et artistique de Clamecy, 83e année, 3e série, n° 34, 1959, p. 85-93
- 1959 : Un épisode pré-révolutionnaire, l'affaire des moulins de Corvol, Nivernais-Morvan, nouv. sér., n° 137, 1959, p. 2
- 1959 : Histoire d'une route, la nationale 77, Nivernais-Morvan, nouv. sér., n° 141, 1959, p. 1-3 ; nouv. sér., n° 142, 1959, p. 3 ; nouv. sér., n° 143, 1959, p. 1-2 ; nouv. sér., n° 144, 1959, p. 2 ; nouv. sér., n° 145, 1959, p. 2 ; nouv. sér., n° 146, 1959, p. 2. Voir le n° 34
- 1960 : Les chemins de Dame Pernelle en Nivernais, Revue internationale d'onomastique, 12e année, n° 4, 1960, p. 277-281
- 1960 : Le collège de Varzy avant la Révolution, Actes du 84e congrès national des sociétés savantes, Dijon, 1959, sect. Hist. moderne et contemporaine, 1960, p. 52-73. Voir aussi le n° 44
- 1960 : Une émeute à Varzy en 1791, l'affaire des cloches de Sainte-Eugénie, Bulletin de la Société scientifique et artistique de Clamecy, 84e année, 3e série, n° 35, 1960, p. 53-63
- 1960 : Histoire d'une route, la nationale 77, Nivernais-Morvan, nouv. sér., n° 147, 1960, p. 3 ; nouv. sér., n° 148, 1960, p. 3 ; nouv. sér., n° 150, 1960, p. 3 ; nouv. sér., n° 151, 1960, p. 3
- 1961 : La décadence et la disparition du collège de Hubant (XVII et XVIIIe siècles), Bulletin de la Société de l'histoire de Paris et de l'Ile-de-France, 84-86e années, 1961 (1957-1959), p. 33-34
- 1961 : La fondation de l'Ecole normale de Varzy (1861), Ecole normale d'instituteurs de la Nièvre, Varzy, 1861, Nevers 1961, 1961, p. 11-34
- 1961 : Les Lamoignon de Cœurs au XVIIe siècle, Bulletin de la Société scientifique et artistique de Clamecy, 85e année, 3e série, n° 36, 1961, p. 61-82
- 1961 : Le prieuré Sainte-Geneviève de Marcy, Nivernais-Morvan, nouv. sér., n° 161, 1961, p. 1-2
- 1961 : Les tribulations d'un curé nivernais aux prises avec les protestants, Mémoires de la Société académique du Nivernais, t. LII, 1961, p. 21-29
- 1962 : Un appellatif forestier "les Roisses", Revue internationale d'onomastique, 14e année, n° 1, 1962, p. 17-19
- 1962 : L'étang, le moulin et la forteresse de Béchereau, Bulletin de la Société scientifique et artistique de Clamecy, 86e année, 3e série, n° 37, 1962, p. 41-45
- 1962 : Prés, prairies et pâturages divers en Nivernais, Revue internationale d'onomastique, 14e année, n° 4, 1962, p. 261-274
- 1962 : Les tuiles de bois en Nivernais, Nivernais-Morvan, nouv. sér., n° 165, 1962, p. 3
- 1963 : Le collège de Varzy de 1732 à sa suppression, Bulletin de la Société scientifique et artistique de Clamecy, 87e année, 3e série, n° 38, 1963, p. 47-66
- 1964 : La bourgeoisie de Varzy au XVIIe siècle, Annales de Bourgogne, t. XXXVI, n° 143, 1964, p. 161-208
- 1964 : L'emploi du mot "taille" dans la toponymie nivernaise, Revue internationale d'onomastique, 16e année, n° 1, 1964, p. 41-46
- 1964 : Notes sur l'année 1573 par un curé de campagne, Bulletin de la Société scientifique et artistique de Clamecy, 88e année, 3e série, n° 39, 1964, p. 56-60
- 1964 : Notes d'anthroponymie concernant deux communes du Nivernais, Revue internationale d'onomastique, 16e année, n° 4, 1964, p. 269-280
- 1965 : La transformation du collège de Nevers en lycée (1860-1862), Mémoires de la Société académique du Nivernais, t. LIII, 1965, p. 37-58
- 1965 : La vigne et le vin dans la région de Varzy au XVIIe siècle, Bulletin de la Société scientifique et artistique de Clamecy, 89e année, 3e série, n° 40, 1965, p. 49-61
- 1965 : Quelques appellatifs hydronymiques en Nivernais, Actes du 87e congrès national des sociétés savantes, Poitiers, 13-17 avril 1962, Bulletin philologique et historique, 1965, p. 407-417
- 1966 : Essai sur la toponymie forestière du Nivernais, Actes du 88e congrès national des sociétés savantes, Clermont-Ferrand, 3-7 avril 1963, Bulletin philologique et historique, vol. I, 1966, p. 1-30
- 1966 : Les "ouches" en Nivernais, Actes du 90e congrès national des sociétés savantes, Nice, 9-13 avril 1965, Bulletin philologique et historique, 1966, p. 525-537
- 1966 : La vigne et le vin dans la région de Varzy au XVIIe siècle, Bulletin de la Société scientifique et artistique de Clamecy, 90e année, 3e série, n° 41, 1966, p. 80-93
- 1967 : Le défrichement dans la toponymie nivernaise, Actes du 89e congrès national des sociétés savantes, Lyon, 2-8 avril 1964, Bulletin philologique et historique, 1967, p. 423-438
- 1967 : Une tragique histoire de loups en l'an IX dans la région de Varzy, Nivernais-Morvan, nouv. sér., n° 183, 1967, p. 1-2
- 1967 : Les usages funéraires au XVIIe siècle dans la région de Varzy, Mémoires de la Société académique du Nivernais, t. LIV, 1967, p. 29-38
- 1968 : Les différents noms de Châteauneuf-Val-de-Bargis, Revue internationale d'onomastique, 20e année, n° 4, 1968, p. 255-262
- 1968 : Une paroisse disparue, Saint-Martin-des-Vaux, Bulletin de la Société scientifique et artistique de Clamecy, 92e année, 3e série, n° 43, 1968, p. 83-90
- 1968 : La Société populaire de Varzy, Annales de Bourgogne, t. XL, fasc. 3, n° 159, 1968, p. 161-191 ; t. XL, fasc. 4, n° 160, 1968, p. 241-289
- 1969 : La mort tragique d'Edme de la Rivière, seigneur de Champlemy, en 1624, Bulletin de la Société scientifique et artistique de Clamecy, 93e année, 3e série, n° 44, 1969-1970, p. 53-65
- 1969 : Les origines de Varzy, Mémoires de la Société académique du Nivernais, t. LV, 1969, p. 11-19
- 1969 : Un principal de collège aux armées en l'an II, Mémoires de la Société académique du Nivernais, t. LV, 1969, p. 71-78
- 1970 : La garde du bétail par pâtre commun dans le nord du Nivernais aux XVIIe et XVIIIe siècles, Actes du 92e congrès national des sociétés savantes, Strasbourg-Colmar, 2-8 avril 1967, sect. Hist. moderne et contemporaine, 1970, t. I, p. 9-26
- 1970 : Les loups en Nivernais, Mémoires de la Société académique du Nivernais, t. LVI, 1970, p. 13-28. Voir les n° 69, 84
- 1970 : Notes d'anthroponymie concernant le canton de Varzy au XVIIe et au XVIIIe siècles, Revue internationale d'onomastique, 22e année, n° 3, 1970, p. 161-178
- 1971 : Deux lettres de Boniard, maire de Brèves, au sous-préfet Dupin, Mémoires de la Société académique du Nivernais, t. LVII, 1971, p. 81-83
- 1971 : Une lettre de Dupin à Givry, Mémoires de la Société académique du Nivernais, t. LVII, 1971, p. 104-107
- 1971 : Les loups en Nivernais, Mémoires de la Société académique du Nivernais, t. LVII, 1971, p. 67-80
- 1971 : Notes sur l'histoire de Corvol-d'Embernard, Bulletin de la Société scientifique et artistique de Clamecy, 94e année, 3e série, n° 45, 1971, p. 49-67. Voir les n° 72, 75
- 1971 : Une pièce de vers satirique contre Dupin, Mémoires de la Société académique du Nivernais, t. LVII, 1971, p. 108
- 1972 : Toponymie et recherche archéologique, Bulletin périodique de liaison du Groupe nivernais de recherche archéologique "préhistoire", 2e série, n° 2, 1972, p. 8-9 ; 2e série, n° 3, 1972, p. 9-12. Voir les n° 76, 80, 81
- 1973 : Deux révolutionnaires varzycois, les frères Gillois, Mémoires de la Société académique du Nivernais, t. LVIII, 1973, p. 55. Voir les n° 78, 83, 92
- 1973 : Histoire de Corvol-d'Embernard, Bulletin de la Société scientifique et artistique de Clamecy, 96e année, 3e série, n° 47, 1973, p. 66-76
- 1973 : Toponymie et recherche archéologique, Bulletin périodique de liaison du Groupe nivernais de recherche archéologique "préhistoire", 2e série, n° 4, 1973, p. 12-17 ; 2e série, n° 5, 1973, p. 9-13
- 1974 : Belouse et Boulaise en Nivernais, Revue internationale d'onomastique, 26e année, n° 2-3, 1974, p. 193-197
- 1974 : Le Nivernais au début du XIXe siècle, Journal des Savants, 1974, p. 282-290
- 1974 : Deux révolutionnaires varzycois, les frères Gillois, Bulletin de la Société scientifique et artistique de Clamecy, 97e année, 3e série, n° 48, 1974, p. 72-82. Voir les n° 83, 92
- 1974 : Les noms des anciennes voies en Nivernais, Actes du 33e congrès de la Fédération des sociétés savantes du Centre, Nevers, 18, 19, 20 mai 1973, Bulletin de la Société d'émulation du Bourbonnais, t. LVII, 1974, p. 162
- 1974 : Toponymie et recherche archéologique, Bulletin périodique de liaison du Groupe nivernais de recherche archéologique "préhistoire", 2e série, t. III, fasc. 2, 1974, p. 34-41
- 1975 : Toponymie et recherche archéologique, Bulletin périodique de liaison du Groupe nivernais de recherche archéologique "préhistoire", 2e série, t. IV, fasc. 2, 1975, p. 21-31
- 1976 : André Thuillier (1891-1974), Mémoires de la Société académique du Nivernais, t. LIX, 1976, p. 13-14
- 1976 : Les frères Gillois, Bulletin de la Société scientifique et artistique de Clamecy, 99e année, 3e série, n° 50, 1976, p. 57-64
- 1976 : Les loups en Nivernais, Mémoires de la Société académique du Nivernais, t. LIX, 1976, p. 44-45
- 1976 : Madeleine Saint-Eloy (1901-1975), Mémoires de la Société académique du Nivernais, t. LIX, 1976, p. 15-17
- 1976 : Notes sur les noms des cours d'eau nivernais, Bulletin périodique de liaison du Groupe nivernais de recherche archéologique "préhistoire", 2e série, t. V, fasc. 3, 1976, p. 61-68. Voir le n° 90
- 1977 : Le baron Charles Dupin (1785-1873), Bulletin de la Société scientifique et artistique de Clamecy, nouv. sér., n° 1, 1977, p. 75-78
- 1977 : Le "breuil" en Nivernais, Bulletin philologique et historique, 1977 (1971), p. 5-14
- 1977 : Claude-Alphonse Delangle (1797-1869), Mémoires de la Société académique du Nivernais, t. LX, 1977, p. 49-62
- 1977 : Notes sur les noms des cours d'eau nivernais, Bulletin périodique de liaison du Groupe nivernais de recherche archéologique "préhistoire", 2e série, t. VI, fasc. 2, 1977, p. 42-48 ; 2e série, t. VI, fasc. 3, 1977, p. 70-76
- 1977 : Remplacement d'un bail à bordelage par un bail à cens, à Changy, en 1503, Mémoires de la Société académique du Nivernais, t. LX, 1977, p. 79-85
- 1978 : Les frères Gillois, Bulletin de la Société scientifique et artistique de Clamecy, nouv. sér., n° 2, 1978, p. 71-78
- 1978 : Henri Guérin (1898-1978), Bulletin périodique de liaison du Groupe nivernais de recherche archéologique "préhistoire", 2e série, t. VII, fasc. 1, 1978, p. 1-2 ; Bulletin de la Société scientifique et artistique de Clamecy, nouv. sér., n° 2, 1978, p. 23-24
- 1978 : La jeunesse et les années de formation de Dupin aîné (1783-1806), Actes du 49e congrès de l'Association bourguignonne des sociétés savantes, Nevers, 5, 6, 7 mai 1978. Mémoires de la Société académique du Nivernais 1978, p. 63-74
- 1978 : Tombes antiques et anciens cimetières dans la toponymie nivernaise, Bulletin périodique de liaison du Groupe nivernais de recherche archéologique "préhistoire", 2e série, t. VII, fasc. 3, 1978, p. 59-67. Voir le n° 98
- 1979 : Les débuts de la culture de la pomme de terre en Nivernais, Mémoires de la Société académique du Nivernais, t. LXI, 1979, p. 19-26
- 1979 : Le général Allix (1768-1836), Bulletin de la Société scientifique et artistique de Clamecy, nouv. sér., n° 3, 1979, p. 50-62. Voir les n° 99, 107
- 1979 : Tombes antiques et anciens cimetières dans la toponymie nivernaise, Bulletin périodique de liaison du Groupe nivernais de recherche archéologique "préhistoire", 2e série, t. VIII, fasc. 2, 1979, p. 36-42
- 1980 : Le général Allix (1768-1836), Bulletin de la Société scientifique et artistique de Clamecy, nouv. sér., n° 4, 1980, p. 56-70
- 1980 : Jean-Baptiste Boniard (1768-1843), Mémoires de la Société académique du Nivernais, t. LXII, 1980, p. 23-38
- 1980 : Les parlers du Morvan par M. le professeur Claude Régnier, Mémoires de la Société académique du Nivernais, t. LXII, 1980, p. 95-97
- 1980 : Quelques lettres de Dupin aîné à son ami Charbonneau (1830-1831), Mémoires de la Société académique du Nivernais, t. LXII, 1980, p. 110-115
- 1981 : Abel Bertrand (1898-1981), Mémoires de la Société académique du Nivernais, t. LXIII, 1981, p. 21-22. Bulletin périodique de liaison du Groupe nivernais de recherche archéologique "préhistoire", 2e série, t. X, fasc. 1, 1981, p. 2-3
- 1981 : Alix Devauges (1898-1981), Mémoires de la Société académique du Nivernais, t. LXIII, 1981, p. 19-20
- 1981 : Georges Doreau (1920-1981), Mémoires de la Société académique du Nivernais, t. LXIII, 1981, p. 23-24
- 1981 : Le mot "bourg" et ses dérivés dans la toponymie nivernaise, Bulletin périodique de liaison du Groupe nivernais de recherche archéologique "préhistoire", 2e série, t. X, fasc. 1, 1981, p. 7-12
- 1982 : Le général Allix (1768-1836), 3e partie (1819-1829), Bulletin de la Société scientifique et artistique de Clamecy, nouv. sér., n° 6, 1982, p. 40-51
- 1983 : La partie nivernaise de la voie antique de Nevers à la Bourgogne et à la Champagne, Bulletin périodique de liaison du Groupe nivernais de recherche archéologique "préhistoire", t. XII, fasc. 2-3, 1983, p. 33-50
- 1987 : La vie rurale dans la région de Varzy à la fin du XVIIe siècle, Mémoires de la Société académique du Nivernais, t. LXIX, 1987
- 1988 : Carnets de guerre : 1917 / 1918, Centre départemental de documentation pédagogique, 1988
- 2013 : Les coutumes alimentaires voici un siècle à Marcy : quelques notes de Romain Baron (1964) recueillies par Guy Thuillier, Bulletin de la Société scientifique et artistique de Clamecy, 2012, p. 61-68
- 2014 : Quelques souvenirs d'avant 1914 sur Marcy : notes de Romain Baron recueillies par Guy Thuillier, Bulletin de la Société scientifique et artistique de Clamecy, 2013, p. 97-111